# قانون الترفيه
قانون الترفيه الذي يشار إليه أيضًا باسم قانون الإعلام وهو خدمات قانونية مقدمة لـصناعة الترفيه، تتداخل هذه الخدمات في قانون الترفيه مع قانون الملكية الفكرية؛ حيث تحتوي الملكية الفكرية على العديد من الأجزاء المتحركة التي تشمل العلامات التجارية وحقوق النشر و"حق الشخصية" ومع ذلك غالبًا ما تتضمن ممارسة قانون الترفيه أسئلة حول (قانون التوظيف وقانون العقود والأضرار وقانون العمل وقانون الإفلاس والهجرة وقانون الأوراق المالية والمصالح الأمنية والوكالة وحق الخصوصية والتشهير والإعلان والقانون الجنائي وقانون الضرائب والقانون الدولي القانون (خاصة القانون الدولي الخاص) وقانون التأمين).
يعتمد جزء كبير من عمل ممارسة قانون الترفيه على المعاملات. أي صياغة العقود والتفاوض والوساطة فقد تؤدي بعض المواقف إلى التقاضي أو التحكيم.

## ملخص
يغطي قانون الترفيه مجالًا من القانون يشمل وسائل الإعلام من جميع الأنواع المختلفة (مثل التلفزيون والأفلام والموسيقى والنشر والإعلان والإنترنت ووسائل الإعلام الإخبارية وما إلى ذلك) ويمتد على مختلف المجالات القانونية والتي تشمل الشركات والتمويل والملكية الفكرية والدعاية والخصوصية والتعديل الأول لدستور الولايات المتحدة في الولايات المتحدة.
بالنسبة للفيلم يعمل محامو الترفيه مع وكيل الممثل لإنهاء عقود الممثل للمشاريع القادمة بعد أن يصطف وكيل للعمل من أجل فنان يتفاوض محامي الترفيه مع وكيل ومشتري موهبة الممثل للحصول على تعويض ومشاركة في الربح. يخضع محامو الترفيه لاتفاقيات سرية صارمة ولذلك يتم الاحتفاظ بتفاصيل عملهم في سرية تامة ولكن أصبحت بعض التوصيفات الوظيفية لمحامي الترفيه قابلة للمقارنة مع تلك الخاصة بوكيل الفنان أو المدير أو الدعاية، إن معظم محامي الترفيه لديهم العديد من الأدوار الأخرى مثل المساعدة في بناء مهنة العميل.

## تاريخ
مع انتشار شعبية وسائل الإعلام أصبح مجال قانون الإعلام أكثر شيوعًا واحتاج إلى ترك بعض المتخصصين في الشركات يرغبون في المشاركة بشكل أكبر في وسائل الإعلام؛ نتيجة لذلك انضم العديد من المحامين الشباب إلى قانون الإعلام لإتاحة الفرصة لهم لبناء المزيد من العلاقات في وسائل الإعلام أو أن يصبحوا مقدمًا إعلاميًا أو حتى الحصول على دور تمثيلي مع استمرار التقدم التكنولوجي في إحراز تقدم هائل بدأت العديد من الدعاوى القضائية في الظهور مما يجعل الطلب على المحامين ضروريًا للغاية.

## تصنيفات
ينقسم قانون الترفيه عمومًا إلى المجالات التالية المتعلقة بأنواع الأنشطة التي لها نقابات عمالية خاصة بها وتقنيات الإنتاج والقواعد والعادات والسوابق القضائية واستراتيجيات التفاوض:
- فيلم: اتفاقيات الخيارات - قضايا سلسلة العنوان - اتفاقيات المواهب (كاتب السيناريو - مخرجي الأفلام - الممثلين - الملحنين - مصممي الإنتاج) - الإنتاج وما بعد الإنتاج وقضايا النقابات العمالية - قضايا التوزيع - مفاوضات صناعة الصور المتحركة - التوزيع - قضايا الملكية الفكرية العامة بشكل خاص المتعلقة لحقوق التأليف والنشر وبدرجة أقل - العلامات التجارية .
- الإنترنت: قضايا الرقابة - حقوق النشر - حرية تداول المعلومات - تكنولوجيا المعلومات - الخصوصية - الاتصالات.
- الوسائط المتعددة: قضايا ترخيص البرامج - تطوير ألعاب الفيديو وإنتاجها - قانون تكنولوجيا المعلومات - قضايا الملكية الفكرية العامة.
- الموسيقى: اتفاقيات المواهب (الموسيقيين والملحنين) - اتفاقيات المنتجين - حقوق المزامنة - مفاوضات صناعة الموسيقى - قضايا الملكية الفكرية العامة، خاصة فيما يتعلق بحقوق النشر (انظر قانون الموسيقى).
- وسائط النشر والطباعة: الإعلانات - النماذج - اتفاقيات المؤلف - قضايا الملكية الفكرية العامة، خاصة فيما يتعلق بحقوق النشر.
- التلفاز والراديو: ترخيص البث - المسائل التنظيمية - التراخيص الميكانيكية - قضايا الملكية الفكرية العامة، لا سيما فيما يتعلق بحق المؤلف.
- المسرح: اتفاقيات الإيجار - اتفاقيات الإنتاج المشترك، وغيرها من القضايا القانونية الموجهة نحو الأداء.
- الفنون والتصميم المرئي: الفنون الجميلة - قضايا نقل الأعمال الفنية إلى تجار الفن - الحقوق المعنوية للنحاتين فيما يتعلق بالأعمال في الأماكن العامة - التصميم الصناعي - القضايا المتعلقة بحماية عناصر التصميم الجرافيكي في المنتجات.

كما تنشأ قضايا التشهير (القذف والقدح) وحقوق الشخصية وحقوق الخصوصية في قانون الترفيه.
قانون الإعلام هو مجال قانوني يشير إلى ما يلي:
- دعاية
- البث
- الرقابة
- سرية
- تحقير
- حقوق النشر
- قانون الشركات
- تشهير
- وسائل الترفيه
- حرية تداول المعلومات
- إنترنت
- تكنولوجيا المعلومات
- خصوصية
- الإتصالات

## قضايا
- حقوق النشر: في قضية جولان ضد هولدر، حكمت المحكمة العليا بتصويت بين 6-2 رفض القضاة المزاعم في ضوء التعديل الأول وأحكام حقوق التأليف والنشر في الدستور. ينص على أن عامة السكان ليسوا "فئة من المركزية المقدسة" وأن ضمانات حقوق النشر يمكن تمديدها بغض النظر عما إذا كانوا لم يسعوا جاهدين للقيام بمحاولات جديدة.[2]
- التلفاز: في احد الاختيارات من ٠-٨ رأت المحكمة العليا ان قواعد لجنة الاتصالات الفيدرالية (FCC) بذلك الوقت في حقيقة ظاهرة لم تغطي "الهتافات لفترة قصيرة" كانت الغرامات الصادرة ضد فوكس غير أخلاقية وبالتالي فقد المصداقية باعتبارها "غير واضحة بشكل غير قانوني".[2]
- الموسيقى: Kesha v. Dr. Luke - في عام 2014 رفعت المغنية كشا دعوى مدنية ضد المنتج الموسيقي دكتور لوك والذي يُشار إليه أيضًا باسم Dr. Luke بسبب جرائم الكراهية القائمة على النوع الاجتماعي والاضطراب العاطفي، تسببت هذه الدعوى المدنية في قيام جوتوالد بمقاضاة كيشا بتهمة التشهير وخرق العقد ثم انتهت هذه القضية برفض القاضي إطلاق سراح كيشا من عقدها الملزم الذي منعها من مواصلة حياتها المهنية بشكل فعال. لاحظ القاضي أن كيشا قد أبرمت اتفاقًا بعد أن أقسمت تحت القسم على عدم حدوث مضايقات. أظهر العديد من المشاهير مثل مايلي سايروس وليدي غاغا وديمي لوفاتو دعمهم لكيشا في محاولة لبث قوانين عقد الظلم التي لعبت دورها في نتيجة هذه القضية، تبرعت المغنية وكاتبة الأغاني تايلور سويفت بمبلغ 250 ألف دولار لإعفاء كيشا من أي التزامات مالية.[3]

## أنظر أيضاً
- قانون الاتصالات
- شرط الأخلاق
- الملكية الفكرية
- إصلاح الإعلام
- تنظيم وسائل الإعلام
- الاستماع الآمن
- تعليم فنون الأداء
- الفنون التمثيلية